# Bruno Andrade (Rennfahrer)
Bruno Andrade (* 6. Februar 1991 in São Paulo) ist ein ehemaliger brasilianischer Rennfahrer. Er nahm 2011 an einigen Rennen der Indy Lights teil.

## Karriere
Andrade begann seine Motorsportkarriere 2004 im Kartsport, in dem er bis 2008 aktiv war. Unter anderem gewann er 2007 die KF2-São-Paulo-Meisterschaft. 2009 wechselte Andrade in den Formelsport und gewann den Meistertitel der Formel São Paulo. Darüber hinaus startete er in der südamerikanischen Formel-3-Meisterschaft und erreichte den dritten Platz in der Light-Klasse. 2010 trat Andrade für Cesário Fórmula in der südamerikanischen Formel-3-Meisterschaft an. Er entschied fünf Rennen für sich und wurde Vizemeister. Andrade unterlag mit 359 zu 363 nur knapp Yann Cunha.
2011 stieg Andrade zur Saisonmitte in die Indy Lights ein. Für Bryan Herta Autosport nahm er an fünf Rennen teil. Sein Teamkollege war Duarte Ferreira, der bereits in der südamerikanischen Formel 3 sein Teamkollege gewesen war. Mit einem vierten Platz als bestes Ergebnis beendete er die Saison auf dem 17. Platz in der Meisterschaft.

## Statistik

### Karrierestationen
- 2004–2008: Kartsport
- 2009: Formel São Paulo (Meister)
- 2009: Südamerikanische Formel 3, Light (Platz 3)
- 2010: Südamerikanische Formel 3 (Platz 2)
- 2011: Indy Lights (Platz 17)